# Olympische Sommerspiele 1900/Radsport
Die in der französischen Hauptstadt Paris im Rahmen der Weltausstellung (Exposition Universelle et Internationale de Paris) ausgetragenen Internationalen Wettbewerbe für Leibesübungen und Sport (Concours Internationaux d’Exercices Physiques et de Sports) umfassten Wettbewerbe im Radsport, die Bestandteil der Olympischen Spiele 1900 (Spiele der II. Olympiade) waren.
Die Wettbewerbe im Radsport bestanden im Übrigen aus mehreren Wettkämpfen, die nach Vorstellung von Pierre de Coubertin, dem Begründer der modernen Olympischen Spiele, und nach Maßgabe des Internationalen Olympischen Komitees (IOC) nicht alle als olympisch angesehen werden. Hierzu zählten vornehmlich Wettkämpfe für Professionals, für die u. a. ein Rennen über 24 Stunden und 100 Meilen ausgerichtet wurde. Das IOC ordnete zwei Wettbewerbe im Radsport dem olympischen Programm der Spiele der II. Olympiade zu.

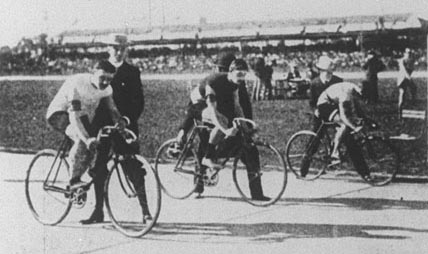
Die drei Finalisten im Sprint
v. l. n. r. Taillandier, Sanz, Lake

Die Verwirrung über die olympischen Wettbewerbe im Radsport ist beispielhaft für die allgemeine lückenhafte Aufarbeitung und schwierige Auslegung im Zusammenhang mit den Umständen, unter denen sich die Olympischen Spiele 1900 abspielten. So ist die vom IOC vorgenommene Zuordnung heftig umstritten.
Lange Zeit wurde, auch vom IOC, ausnahmslos die Auffassung vertreten, dass nur ein Wettbewerb, der Sprint für Amateure, olympischen Charakter besaß. Nunmehr hat man auch das 25-km-Bahnrennen mit Schrittmacher als olympisch eingestuft, obwohl der offizielle Bericht der Weltausstellung ein solches Rennen nirgendwo erwähnt. Namhafte Sporthistoriker (z. B. Volker Kluge, Erich Kamper) sehen diesen Wettbewerb deshalb nach wie vor nicht als Bestandteil der damaligen Olympischen Spiele an, sondern als Teil der Bahnrad-Weltmeisterschaft. Die wurde im August 1900 ebenfalls in Paris, aber im Velodrome des Parc des Princes, ausgetragen. Für das Rennen über 25 km wurde allerdings kein offizieller Weltmeistertitel vergeben, den gab es nur beim Rennen über 100 km. Kurios ist dabei, dass beide Rennen vom Franzosen Louis Bastien gewonnen wurden.
An den beiden offiziell vom IOC als olympisch bezeichneten Wettbewerben beteiligten sich 72 Athleten aus 6 Nationen. Austragungsort für den 2000-Meter-Sprint der Amateure war das Vélodrome Municipal auf dem Gelände der Weltausstellung in Vincennes.
Alle Wettbewerbe waren Männern vorbehalten.

## Bilanz

### Medaillenspiegel
| Platz  | Land               | Silber | Bronze | 3. | Gesamt |
| ------ | ------------------ | ------ | ------ | -- | ------ |
| 1      | Frankreich         | 2      | 1      | 2  | 5      |
| 2      | Königreich Italien | 1      | 0      | 0  | 1      |
| 3      | Deutsches Reich    | 0      | 1      | 0  | 1      |
| 3      | Großbritannien     | 0      | 1      | 0  | 1      |
| 4      | Vereinigte Staaten | 0      | 0      | 1  | 1      |
| Gesamt | Gesamt             | 3      | 3      | 3  | 9      |

### Medaillengewinner
| Konkurrenz          | Silber             | Bronze           | Dritter           |
| ------------------- | ------------------ | ---------------- | ----------------- |
| Bahnradsport        |                    |                  |                   |
| Sprint              | Albert Taillandier | Fernand Sanz     | John Henry Lake   |
| 25 km               | Louis Bastien      | Lloyd Hildebrand | Auguste Daumain   |
| 5000 m Punktefahren | Enrico Brusoni     | Karl Duill       | Louis Trousselier |

## Offizielle Wettbewerbe

### 2000 m Sprint für Amateure
| Platz | Land | Athlet             | Zeit/Rückstand      |
| ----- | ---- | ------------------ | ------------------- |
| 1     | FRA  | Albert Taillandier | 2:52,0 min (13,0 s) |
| 2     | FRA  | Fernand Sanz       | ½ Radlänge          |
| 3     | USA  | John Henry Lake    | 1 Radlänge          |

Datum: 11. und 13. September
Von 69 Fahrern qualifizierten sich in 9 Vorläufen die jeweils drei Besten für 9 Zwischenläufe. Aus diesen Zwischenläufen mit jeweils drei Fahrern qualifizierten sich nur die jeweils Ersten für 3 vorletzte Läufe (Semifinals). Aus diesen Rennen kam wiederum nur der jeweils Erste in das Finale.
In den Vorläufen wurden nur 2 Runden im Velodrome absolviert, was einer Distanz von 1000 m entsprach. Erst bei den Semifinals und im Finale wurden 2000 m gefahren. Das Kampfgericht hatte in allen Rennen nur die Gesamtzeit des Siegers und die Zeit für die letzten 200 m (Klammerwert) gemessen. Für die Platzierten gab es keine Zeitmessung, bei ihnen wurde der Rückstand auf den Sieger geschätzt.
Ein weiteres Beispiel für die allgemeinen Verwirrungen um die Olympischen Spiele 1900 ist das Geschehen um den französischen Radrennfahrer Ferdinand Vasserot, der einen Monat vor dem olympischen Sprint den dritten Platz bei der Weltmeisterschaft errungen hatte. 60 Jahre später, als Frankreich seine Medaillensieger aller Olympischen Spiele ehrte, erfuhr nicht nur der Sieger Taillandier erstmals von seinem Olympiasieg, sondern auch Vasserot davon, dass er angeblich den zweiten Platz belegt habe. Erst Jahre später, als Vasserot schon längst gestorben war, wurde festgestellt, dass der zweite Platz von ihm ein Semifinallauf war, den er gegen John Henry Lake verloren hatte.

### 25 km mit Schrittmacher
| Platz | Land | Athlet           | Zeit  |
| ----- | ---- | ---------------- | ----- |
| 1     | FRA  | Louis Bastien    | k. A. |
| 2     | GBR  | Louis Hildebrand | k. A. |
| 3     | FRA  | Auguste Daumain  | k. A. |

Datum: 15. September (??)
Das Datum ist umstritten, es wird auch auf den 16. August beziffert und das Rennen als Bestandteil der Rad-Weltmeisterschaften angesehen. Austragungsort war das Velodrome des Parc des Princes. Der Sieger Bastien gewann auch das 100-km-Rennen mit Schrittmacher der Rad-Weltmeisterschaften am 15. August.

## Mittlerweile vom IOC anerkannt
Die Auffassung des IOCs, das 25-km-Rennen mit Schrittmacher dem olympischen Programm zuzuordnen, veranlasste andere nicht weniger bedeutende Sporthistoriker (z. B. Bill Mallon) alle in Paris in jener Zeit ausgetragenen Radrennen hinsichtlich ihres olympischen Charakters zu untersuchten, auch jene, die Teil der Bahnrad-Weltmeisterschaften waren. Soweit es sich dabei um ein Rennen für Amateure handelte und kein Weltmeistertitel vergeben wurde, wird hierbei die Auffassung vertreten, dass es olympisch war. Dies hätte zur Folge, dass ein dritter Wettbewerb im Radsport dem olympischen Programm der Spiele der II. Olympiade zugerechnet werden müsste, das Punktefahren über 5000 m.

### 5000 m Punktefahren
| Platz | Land | Athlet            | Punkte |
| ----- | ---- | ----------------- | ------ |
| 1     | ITA  | Enrico Brusoni    | 21     |
| 2     | GER  | Karl Duill        | 9      |
| 3     | FRA  | Louis Trousselier | 9      |

Datum: 19. August
Das Rennen war Bestandteil der Rad-Weltmeisterschaften, wobei jedoch kein Titel vergeben wurde. Es nahmen 13 Rennfahrer aus 3 Nationen teil, die sich auch an den olympischen Wettbewerben beteiligten. Austragungsort war das Velodrome des Parc de Prince.